# Convallaria
Convallaria es un género con 77 especies de plantas fanerógamas perteneciente a la familia Asparagaceae, anteriormente en Ruscaceae. Es originaria del Hemisferio Norte.

## Descripción
Son hierbas perennes, rizomatosas. Rizoma corto, con 1 o 2 estolones rastreros. Las raíces más bien delgadas. Hojas 2 (o 3), basales, a largo pecioladas, pecíolo erecto,  formando un pseudotallo, proximal envuelto por varias vainas membranosas, cilíndricas. Escapo derivado de una axila de la vaina, desnuda. Inflorescencia en racimo terminal, laxamente con pocas para muchas flores; brácteas membranosas, caducas. Flores bisexuales, largo pediceladas. Perianto ampliamente acampanado; segmentos connados para formar un tubo; lóbulos muy corto. Estambres 6, insertada en la base del tubo del perianto, incluido; filamentos cortos, anteras basifijas. Ovario ovoide-globosos, con 3 lóculos, con varios óvulos por lóculo. Estilo largo, pequeño estigma. Fruto una baya. Semillas varias, pequeñas.

## Taxonomía
El género fue descrito por Carlos Linneo  y publicado en Species Plantarum 1: 314–316. 1753. La especie tipo es: Convallaria majalis L.

## Especies aceptadas
A continuación se brinda un listado de las especies del género Convallaria aceptadas hasta enero de 2012, ordenadas alfabéticamente. Para cada una se indica el nombre binomial seguido del autor, abreviado según las convenciones y usos.
- Convallaria keiskei Miq.
- Convallaria majalis L.
- Convallaria montana Raf.